# Highland Park (Míchigan)
Highland Park es una ciudad ubicada en el condado de Wayne en el estado estadounidense de Míchigan. En el Censo de 2010 tenía una población de 11 776 habitantes y una densidad poblacional de 1530,37 personas por km².

## Historia
La sede de Chrysler estuvo ubicada en Highland Park hasta que en 1992 anunció su traslado a Auburn Hills y aquí construyó Ford Motor Company en 1910 la planta, hoy cerrada, para la fabricación del Ford T, previa al gran complejo de River Rouge.

## Geografía
Highland Park se encuentra ubicada en las coordenadas 42°24′19″N 83°5′52″O / 42.40528, -83.09778. Según la Oficina del Censo de los Estados Unidos, Highland Park tiene una superficie total de 7.69 km², de la cual 7.69 km² corresponden a tierra firme y (0%) 0 km² es agua.

## Demografía
Según el censo de 2010, había 11776 personas residiendo en Highland Park. La densidad de población era de 1.530,37 hab./km². De los 11776 habitantes, Highland Park estaba compuesto por el 3.18% blancos, el 93.51% eran afroamericanos, el 0.26% eran amerindios, el 0.4% eran asiáticos, el 0.03% eran isleños del Pacífico, el 0.37% eran de otras razas y el 2.26% pertenecían a dos o más razas. Del total de la población el 1.32% eran hispanos o latinos de cualquier raza.

## Educación
El distrito escolar para los estudiantes en escuela primaria y escuela media es los Highland Park Schools (EN). Las Escuelas Públicas de Detroit sirve estudiantes de escuela preparatoria (high school). La preparatoria de Higland Park Schools, Highland Park Community High School (EN), ha cerrado en 2015.

## Ciudadanos Ilustres
- Butch Hartman: creador de Los Padrinos Mágicos y Danny Phantom.